# Cung ứng tiền tệ
Cung ứng tiền tệ, gọi tắt là cung tiền, chỉ lượng cung cấp tiền tệ trong nền kinh tế nhằm đáp ứng nhu cầu mua hàng hóa, dịch vụ, tài sản, v.v... của các cá nhân (hộ gia đình) và doanh nghiệp (không kể các tổ chức tín dụng).

## Các quy mô cung tiền
- H: lượng tiền mặt (C) cộng lượng tiền dự trữ ngân hàng (R). H còn được gọi là tiền cơ sở hoặc tiền hẹp (ở Anh).
- M1: bằng tiền mặt (C) cộng tiền gửi không kỳ hạn (D). M1 còn được gọi là cung tiền giao dịch.
- M2: bằng M1 cộng với tiền gửi tiết kiệm.
- M3 (ở Anh): bằng M2 cộng với tiền gửi có kỳ hạn.
- Tính thanh khoản theo nghĩa rộng: bằng M3 cộng với các trái phiếu và các khoản đầu tư tín thác.

## Điều tiết lượng cung tiền của ngân hàng trung ương
Ngân hàng trung ương có thể thay đổi tỷ lệ dự trữ bắt buộc của các ngân hàng thương mại, qua đó thay đổi lượng tiền dự trữ R, và tổng lượng cung tiền M. (Xem thêm Số nhân tiền tệ và Tỷ lệ dự trữ bắt buộc)
Ngân hàng trung ương còn có thể điều chỉnh, bán các giấy tờ có giá của mình đối với các tổ chức tín dụng, từ đó tác động tới lượng vốn khả dụng của các tổ chức này. Khi đó lượng cung tiền cũng sẽ được điều tiết. (Xem thêm Nghiệp vụ thị trường mở)

## Quan hệ giữa cung tiền và lạm phát
Thu nhập quốc dân danh nghĩa bằng thu nhập quốc dân thực tế nhân với chỉ số giảm phát GDP (tỷ lệ lạm phát).
Thu nhập quốc dân danh nghĩa cũng bằng tốc độ lưu thông tiền tệ nhân với cung tiền.
Do đó, tỷ lệ lạm phát bằng tốc độ lưu thông tiền tệ nhân với cung tiền rồi chia cho thu nhập quốc dân thực tế. Nếu hai yếu tố còn lại không đổi, tốc độ thay đổi của tỷ lệ lạm phát bằng đúng tốc độ thay đổi của cung tiền.